# Salvatore Quasimodo
Salvatore Quasimodo (Modica, Sicilija, 20. kolovoza 1901. – Napulj,  14. lipnja 1968.), talijanski pjesnik i prevoditelj.
Salvatore Quasimodo rođen je u Modici na Siciliji 1901. godine; do 1935. radio je kao inženjer, no tada napušta to zanimanje i posvećuje se predavanju talijanske književnosti u Milanu. Kao mladi pjesnik djelovao je u skupini pjesnika okupljenih oko časopisa Solaria, da bi se razvio u vodećeg pjesnika hermetične lirike.
Quasimodo je pisao nedorečenim rječnikom, suzdržanost njegovih stihova otkrivaju duboka značenja njegovih riječi i pjesničke poruke. Prevodio je djela grčkih tragičara (Eshila i Sofokla) te je, prema njihovim uzorima, razvijao stilsku čistoću i funkcionalnu jednostavnost izraza.
1959. godine dobio je Nobelovu nagradu za književnost. Umro je u Napulju 1968. godine.